# Little Blencow
Little Blencow – osada w Anglii, w Kumbrii. Leży 23,5 km od miasta Carlisle i 398,6 km od Londynu. W latach 1870–1872 osada liczyła 99 mieszkańców.